# Matteo Pongiluppi
Matteo Pongiluppi, né le 21 novembre 2000 à Guastalla, est un coureur cycliste italien.

## Biographie
Bon sprinteur, Matteo Pongiluppi s'impose en mai 2023 sur le Trophée de la ville de Castelfidardo,. Il s'agit de sa première victoire obtenue sur une compétition inscrite au calendrier de l'UCI. 

## Palmarès et résultats

### Palmarès par année
- 2021
  - Gran Premio di Roncolevà
  - Targa Crocifisso
  - 3e de Pistoia-Fiorano
  - 3e du Visegrad 4 Bicycle Race-GP Poland
- 2022
  - Gran Premio dell'Industria di Civitanova Marche[3]
- 2023
  - Trophée de la ville de Castelfidardo
- 2024
  - Gran Premio Sportivi Poggio alla Cavalla
  - 2e de la Pasqualando
  - 2e du Trophée Bottecchia

### Classements mondiaux
| Année                                 | 2021  | 2022 | 2023  |
| ------------------------------------- | ----- | ---- | ----- |
| Classement mondial                    | 1319e | nc   | 1277e |
| UCI Europe Tour                       | 949e  | nc   | nc    |
|                                       |       |      |       |
| Légende : nc = non classéSource : UCI |       |      |       |